# コサラ (シナロア州)
コサラ（Cosalá）は、メキシコのシナロア州にある自治体。鉱山博物館がある。プエブロ・マヒコ選出。